# Conde de Namur

Brasão dos Condes de Namur

Conde de Namur foi um título dado aos governantes do Condado de Namur.

## 908-1011
O provável primeiro conde de namur foi Bérenger de Namur que estava unido á uma empresária franca na Península Italica, e atacou Gilberto da Lotaríngia que mantia como prisioneiros os filhos de Reginaldo II de Hainaut, após sua morte em 940, Roberto entrou em seu lugar, tinha entrado em um conflito com Bruno I, Arcebispo de Colônia. Após longos anos de luto por seu desaparecimento, em 981, Alberto I entrou em seu lugar, se juntando aos filhos de Lamberto I de Lovaina por motivos de património.

## Lista dos Condes de Namur
| Ano  | Nome                | Retrato | Fim     |
| ---- | ------------------- | ------- | ------- |
| 908  | Berengário de Namur |         | 940     |
| 946  | Roberto I de Namur  |         | 974-981 |
| 981  | Alberto I de Namur  |         | 1011    |
| 1011 | Roberto II de Namur |         | c. 1025 |